# Craig Overton
Craig Overton (* 10. April 1994 in Barnstaple, Vereinigtes Königreich) ist ein englischer Cricketspieler, der zwischen 2017 und 2022 für die englische Nationalmannschaft spielte.

## Kindheit und Ausbildung
Overton hat einen Zwillingsbruder Jamie Overton, der ebenfalls für die englische Cricket-Nationalmannschaft spielte. Beide spielten zunächst für den Instow CC und in Altersklassenmannschaften für Devon. Sie waren auch beide Teil der englischen U19-Nationalmannschaft und spielten für diese bei der ICC U19-Cricket-Weltmeisterschaft 2012.

## Aktive Karriere
Overton gab sein First-Class-Debüt in der Saison 2012 für Somerset. Im Jahr darauf erlitt er eine Stress-Fraktur im Rücken, wurde jedoch auch in das Potential Emerging Player Programme des englischen Verbandes aufgenommen. In der Saison 2015 konnte er in vielerlei Hinsicht auf sich aufmerksam machen. So erzielte er 43 Wickets in der Championship, wurde aber auch wegen einer verbalen Auseinandersetzung mit Ashar Zaidi für zwei Spiele gesperrt. Seine dabei getätigten Aussagen wurden als rassistisch eingestuft und er begab ich in der Folge in psychologische Behandlung. Diese Sperre hinderte ihn daran schnell in die Nationalmannschaft aufzusteigen und so wurde er zunächst Teil der englischen A-Nationalmannschaft. Im Sommer 2017 kam er nah an sein Debüt, wurde jedoch letztendlich nicht eingesetzt. Es folgte die Nominierung für die Ashes-Serie im folgenden Winter in Australien. Dort gab er im zweiten Spiel sein Test-Debüt und erzielte drei Wickets (3/105). Doch brach er sich bei dem Spiel auch eine Rippe. Im folgenden Sommer gab er auch gegen Australien sein ODI-Debüt. Doch erhielt er zunächst nur wenige Einsätze. Im Januar 2020 erhielt er einen Vertrag mit dem englischen Verband. In der Saison 2021 erzielte er in der Test-Serie gegen Indien im dritten Spiel insgesamt sechs Wickets (3/14 & 3/47). Doch fand er nach zwei Einsätzen in den West Indies im folgenden März keinen weiteren Einsatz mehr in der Nationalmannschaft. Nach der Saison 2023 unterzog er sich einer Rückenoperation.